# Fort Jesús
El Fort Jesús és un fort portuguès situat a Mombasa, Kenya, el qual va ser construït en 1593 per ordre del rei Felip II de Castella (I de Portugal), situada a l'illa de Mombasa per protegir l'antic port. Va ser construït en la forma d'un home (vist des de l'aire), i se li va donar el nom de Jesús, per protegir l'entrada del port, davant de les incessants incursions dels otomans. El seu nom prové del fet que la flota portuguesa navegava sota la bandera de l'Orde de Crist.
Està inscrit a la llista del Patrimoni de la Humanitat de la UNESCO des del 2011 destacat-ne com un dels exemples més destacats i millor conservats de fortificacions militars portugueses del segle xvi.

## Descripció
La construcció va començar l'11 d'abril de 1593 i varen acabar el 1596. És un dels millors exemples de l'arquitectura portuguesa del segle xvi.Construïda sobre una escull coral·lí situada al costat est de l'illa, el pla és un rectangle amb un genet